# Время Мары
«Время Мары» — пятый музыкальный альбом пэган-метал-группы Butterfly Temple. Был записан в конце 2004—2005 году и выпущен в 2005 году.

## Работа над альбомом
В одном из интервью Абрей рассказал о довольно непростой судьбе альбома: 
«Мара» записывалась в очень тяжёлый для группы период, и у альбома, соответственно, неровное дыхание. <...> Да, у нас были проблемы с записью. Да, рядом с нами постоянно творились какие-то неприятности, зачастую даже трагические случаи. Да, у нас пропадали в студии треки. Да, у нас был нехороший опыт сведения за границей. Да, мы все нервничали и переживали. Нас поливали грязью и втаптывали в дерьмо...
В конце 2006 года в интервью порталу Heavymusic.ru Абрей подтвердил, что альбом должны были сводить за границей, но «нас, как это ни странно, результат не устроил, поэтому решили сводиться здесь».

## Список композиций
Вся музыка написана Butterfly Temple.
| №                   | Название                                                   | Текст песни                         | {{{extra_column}}}                                                | Длительность |
| ------------------- | ---------------------------------------------------------- | ----------------------------------- | ----------------------------------------------------------------- | ------------ |
| 1.                  | «Чертоги безмолвия» «Неба слеза»                           | Алексей Агафонов, Велеслав          |                                                                   | 6:38         |
| 2.                  | «Волчий пастырь»                                           | Велеслав, Мирон                     |                                                                   | 5:50         |
| 3.                  | «Песнь вольных ветров»                                     | Алексей Агафонов                    |                                                                   | 6:22         |
| 4.                  | «Вспомни забвенья свет»                                    | Велеслав, Мирон                     |                                                                   | 4:30         |
| 5.                  | «Время Мары»                                               | Абрей                               |                                                                   | 5:03         |
| 6.                  | «Ночью хладом, лунным светом…»                             | Велеслав, Абрей, Валера             |                                                                   | 5:29         |
| 7.                  | «Коловорот»                                                | Алексей Морозов                     |                                                                   | 5:00         |
| 8.                  | «Возвращение»                                              | Велеслав, Мирон                     |                                                                   | 5:12         |
| 9.                  | «Тризна»                                                   | Абрей, народные                     |                                                                   | 5:06         |
| 10.                 | «Подруга» «Wolfshade (A Werewolf Masquerade)» «Alma Mater» | Лесьяр Langsuyar (Fernando Ribeiro) | Bonus Hidden track, Moonspell cover Hidden track, Moonspell cover | 16:20        |
| Общая длительность: | Общая длительность:                                        | Общая длительность:                 | Общая длительность:                                               | 65:51        |

## Участники записи
- Абрей — вокал
- Мирон — вокал
- Алексей — ударные
- Александр — бас
- Михаил — гитара
- Валера — гитара
- Авен — клавишные
- Манни Шмидт (Grave Digger) — соло-гитара (2)
- Олег Mission (Catharsis) — флейта (2, 5, 7, 8, 9)
- Ольга Дзусова — бэк-вокал (1, 5, 6, 8, 9)
- Лесьяр — вокал (10)

Альбом записан в студии «ДАЙ Records» Евгением Виноградовым. Июнь 2004 — Февраль 2005. Выпущен 19 мая 2005 года.
Звукорежиссёр — Евгений Виноградов.
Сведение и мастеринг: Paul Faster. Март — Апрель 2005.
Оформление и дизайн альбома: Иван A. Петрович.

## Критика

### Российская
Древняя славянская богиня Мара — властительница Смерти, покровительница студёной Зимы… Пластинка содержит ряд бесспорных «боевиков»: «Ночью хладом, лунным светом», «Песнь вольных ветров» и заглавную «Время Мары». В качестве приглашенных музыкантов в записи альбома приняли участие Манни Шмидт (гитара, «Grave Digger», ex-«Rage»), Ольга Дзусова (её, обладающую уникальным голосом, любят сравнивать с Эдит Пиаф, называют «русской Патрисией Каас», она участвовала в составе «СС-20», сотрудничала с группами «Catharsis», «Крематорий», «Квартал» и «Бони НЕМ», принимала участие в саундтреке фильма «Москва»), Олег Мишин (флейта, «Catharsis»; также работал с группами «End Zone» и «Ария», имеет высшее музыкальное образование и по сей день играет в симфоническом оркестре), Лесьяр (вокал на песне «Подруга»). В качестве бонусов на диске представлены: композиция «Подруга», видеоклип и фотогалерея. Презентация пластинки — 19 мая 2005 года в клубе «Точка» в Москве.— Хирург